# Banc d'inversió
La banca d'inversió o banca de negocis assisteix clients individuals, empreses privades i governs per obtenir finançament. Ofereix diferent serveis de reassegurança i consells quan actua com a agent del client per a l'emissió i venda de valors en els mercats de capitals, en projectes de fusions i adquisicions i altres serveis financers a clients, com ara actuar d'agent de derivats financers, renda fixa, divises, matèries primeres i accions.

## Història
La Companyia Neerlandesa de les Índies Orientals es considera que va ser la primera empresa que va emetre bons i accions per al públic en general. També va ser la primera empresa en cotitzar en borsa, essent la primera empresa a cotitzar en un mercat de valors oficial.
En una regulació promulgada als EUA després de la crisi financera de 1929 es va establir que els bancs d'inversió no podien ser alhora bancs comercials, és a dir, captadors de dipòsits. Avui dia, i malgrat que calguin llicències diferents per operar als diferents mercats, no hi ha aquesta separació legal, tot i que en la pràctica es produeix.
La crisi financera de 2008 va ser provocada per la caiguda de dos grans bancs estatunidencs d'inversió com eren Lehman Brothers i Merrill Lynch, que van arrossegar la resta dels mercats internacionals. S'assumeix com una dificultat, en relació als bancs comercials, que no poden captar dipòsits o no ho fan a la pràctica, i es financen exclusivament a través de préstecs interbancaris.
Els dos grans bancs d'inversió estatunidencs que van sobreviure a la crisi financera són Goldman Sachs i Morgan Stanley. Ambdós van figurar entre els 10 primers bancs d'inversió per comissions a Espanya el 2023, tot i que el primer lloc fou ocupat pel Banc Santander. Altres bancs d'entre els primers foren Barclays, Deutsche Bank, Bank of America i BBVA. Els principals bancs d'origen francès són BNP Paribas i Crédit Agricole.

## Segments
En el món de la banca d'inversió, es parla sovint de dos segments: el del "costat de la venda" (sell-side) i el del "costat de la compra" (buy-side). Aquests termes es refereixen a les dues principals funcions que tenen els bancs d'inversió en els mercats financers.
El "costat de la venda" es refereix principalment a la indústria de la banca d'inversió. La seva funció clau és ajudar les empreses a obtenir capital a través de la venda de deute i capital propi, i després vendre aquests valors a inversors com ara fons d'inversió, fons de cobertura, companyies d'assegurances, dotacions i fons de pensions. A més, una funció relacionada del costat de la venda és facilitar la compra i venda entre inversors de valors que ja es negocien en el mercat secundari.
En canvi, el "costat de la compra" es refereix als inversors institucionals, és a dir, als inversors que compren els valors. Aquest costat de la banca d'inversió està dedicat a l'adquisició de valors per a fins d'inversió. Inclou una àmplia gamma de participants, com ara fons de pensions, fons de cobertura i fons de capital privat.